# Voar (álbum dos Santos & Pecadores)
Voar é o terceiro álbum de estúdio da banda portuguesa Santos & Pecadores.

 Foi lançado em 1999 pela editora BMG.

Destacam-se os temas "Faz-me voar" e "Fala-me de amor", músicas que viriam a integrar a compilação de 2009 Caixa dos Segredos.
Estas duas canções, juntamente com "Procura o teu destino", foram as escolhidas para fazer parte da primeira compilação da banda, em 2003, denominada Os Primeiros 10 Anos.

## Descrição do álbum
É com Voar, produzido por Mário Barreiros, que o colectivo de Cascais confirma as pistas dadas nos álbuns anteriores, num álbum de bom recorte, com canções sólidas e eficazes, onde é encontrado o equilíbrio entre a energia dos momentos mais eléctricos da banda e as baladas que têm feito a sua história.

## Faixas
1. "Olhar para trás"
2. "Saber de ti"
3. "Para além do céu"
4. "Faz-me voar".
5. "Procura o teu destino"
6. "A banda cantou"
7. "Fala-me de amor"
8. "Espelho de água"
9. "Nunca estás só"
10. "Não digas nada"
11. "John big dream (há homens que têm muita sorte)"
12. "O dia de amanhã"